# Mickey (pel·lícula de 1918)
Mickey és una pel·lícula muda estrenada l'agost del 1918 protagonitzada per Mabel Normand i dirigida per F. Richard Jones i James Young. Va ser l'única pel·lícula produïda per la Mabel Normand Feature Film Company. Va ser la pel·lícula amb majors ingressos als Estats Units l'any 1918.

## Argument
Mickey és una noia òrfena que ha estat criada per Joe Meadows, un amic del seu pare, que és miner a Califòrnia i per la seva minyona Minnie una vella nativa americana. Es tracta d'una noia basta, vestida com un noi i que contínuament es fica en problemes. Tot i que Mickey té parents a Nova York (la seva ambiciosa tia Geoffrey Drake i els seus fills Elsie i Reggie) aquestes mai s'han volgut ocupar de Mickey. Geoffrey espera ansiosa que el prospector de mines Herbert Thornhill es declari a la seva filla però aquest li ensenya un telegrama explicant-li que ha de viatjar a l'oest per un negoci de mines. En veure el telegrama, els Drake es convencen de que es tracta de la mina d'or de Meadows que ha de tenir molt de valor.
Thornhill arriba al poble on viu Mickey i la coneix després un dels múltiples problemes que ella ocasiona. Aviat s'enamora de la noia, tot i l'oposició de Joe Meadows. Poc després Meadows rep una carta dels Drake en la que conviden a Mickey a passar una temporada a la seva luxosa finca de Long Island. Tot i que li sap molt de greu perdre-la Meadows creu que serà bo per a ella, ja que la convertirà en una senyoreta i l'acompanya fins a Nova York. Tot va molt bé però en el moment de marxar, Joe explica que no l'ha pogut vestir millor, ja que la mina no ha donat un dòlar en 20 anys, desfent l'equívoc.
Ràpidament, Mickey passa de ser una convidada a ser una criada. Mentrestant, Herbert, creient que Mickey l'ha abandonat, es compromet finalment amb Elsie un dia que els Drake han organitzat un ball. Mentrestant, Reggie, que ha begut massa, intenta seduir a la seva cosina que s'escapa per una finestra. Quan pot lliscar fins a terra es troba amb Herbert que és fora al jardí fumant, i l'idil·li entre ells dos reneix de nou. En veure la situació els Drake retorna a Mickey cap a la mina. Just en el moment en què marxa arriba un telegrama per a Mickey on Joe explica que han trobat una beta d'or i que és milionària.
Mare i fill es llencen a la persecució de Mickey i la fan tornar a Nova York per intentar aprofitar-se dels seus diners. Per altra banda, Herbert informa Tom Rawlings, el seu amic i advocat, de que ha retrobat Mickey i que ha fet un mal pas comprometent-se amb Elsie.
Dies després, mentre s'estan ultimant detalls de la boda, arriba Tom Rawlings i li porta un telegrama que l'informa que s'ha arruïnat. En descobrir-ho Elsie trenca el seu compromís. Mickey i Herbert tenen el camí lliure.

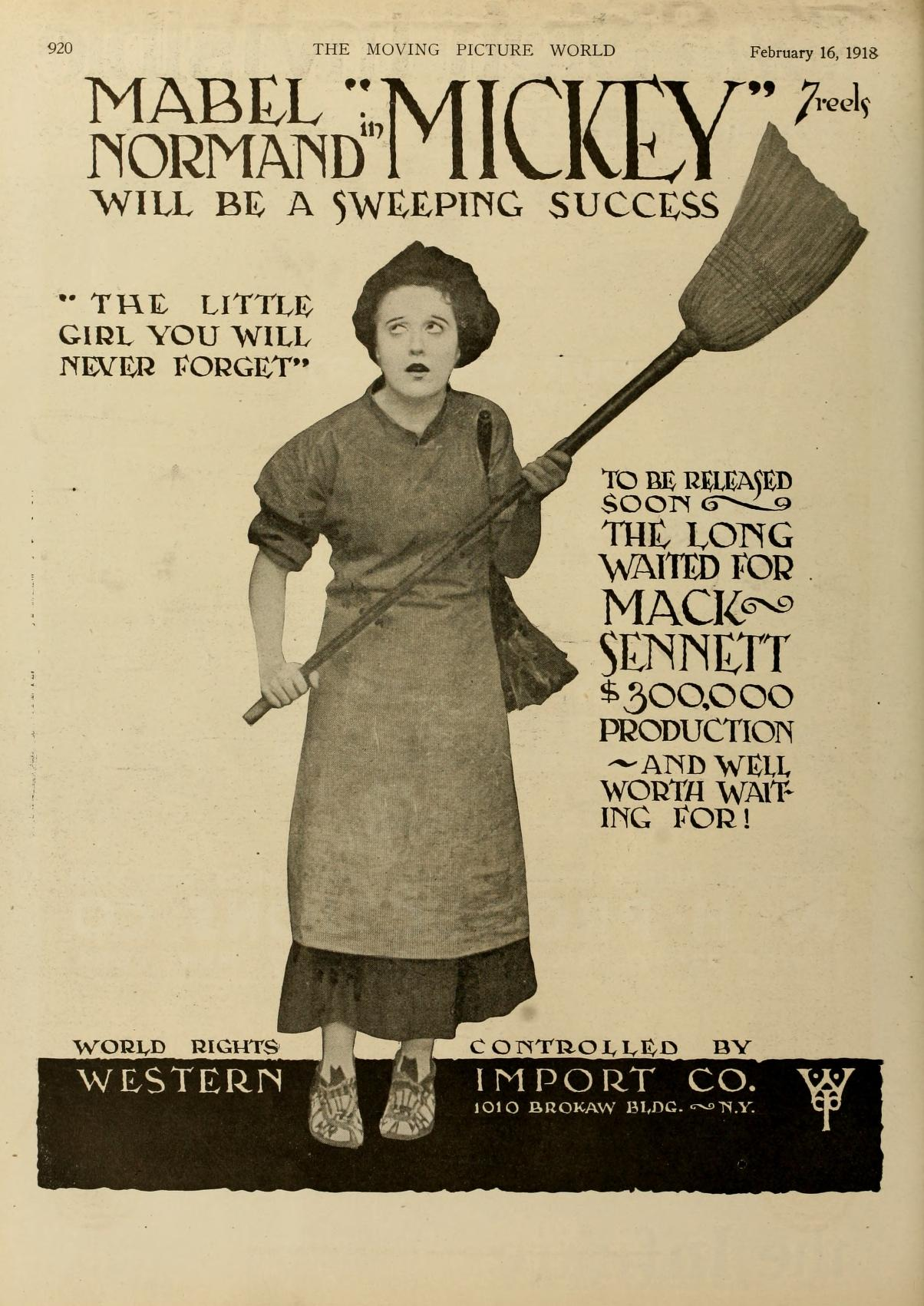
Anunci de la pel·lícula

Aleshores Reggie intenta diferents plans per aconseguir separar-los. Primer indueix Herbert a apostar als cavalls en una juguesca “segura” amb els diners que li deixa l'advocat. Reggie suborna el genet del seu cavall per perdre però Mickey s'assabenta del pla, es disfressa de jockey i el substitueix. Malauradament, quan va primera i a punt de guanyar cau. Poc després, Reggie convenç Mickey d'anar a passejar a cavall, allà intenta seduir-la però ella escapa a cavall. Arriben a una casa solitària de la família i allà ella es veu acorralada en el terrat. Just en aquell moment arriba Herbert es baralla amb Reggie i la salva quan està a punt de caure pel terrat. Pocs dies després es casen i marxen de lluna de mel cap a l'oest. En el tren, Herbert mostra a Mickey una carta de Tom Rawlings en la que li explica que el telegrama que deia que havia perdut la seva fortuna era fals i era una manera de poder trencar el seu compromís amb Elsie.

## Repartiment
- Mabel Normand (Mickey)
- George Nichols (Joe Meadows)
- Wheeler Oakman (Herbert Thornhill)
- Minta Durfee (Elsie Drake)
- Lew Cody (Reggie Drake)
- Laura La Varnie (Mrs. Geoffrey Drake)
- Tom Kennedy (Tom Rawlings)
- Minnie Ha Ha (Minnie)
- William Colvin (criat)

## Producció
La filmació de la pel·lícula va començar el 15 de maig de 1916 als Mabel Normand Feature Film Studios i tenia un pressupost de 300.000 dòlars. Algunes fonts asseguren que Normand va despatxar dos directors i que la pel·lícula la va acabar de dirigir Mack Sennett. Es va haver d'aturar a la tardor de 1916 a causa d'una malaltia de Mabel Normand. La pel·lícula es va acabar de realitzar l'abril de 1917, però F. Richard Jones va segrestar les dues darreres bobines i va assegurar que no les tornaria fins que Sennett no li pagués els 16.000 dòlars que li devia d'un projecte anterior. Sennett va pagar i va recuperar les bobines. A finals de 1917 va vendre els drets mundials de distribució a la Western Import Company. La pel·lícula no es va estrenar fins l'onze d'agost del 1918. L'èxit de la pel·lícula va ser enorme i va tenir el rècord de recaptació aquell any: uns 18 milions de dòlars. La cinta va estar quatre anys en cartell, va rebre l'aclamació de la crítica i va ser origen del marxandatge cinematogràfic.